# Saint-Martin-Saint-Firmin
Pour les articles homonymes, voir Saint-Martin.
Saint-Martin-Saint-Firmin est une commune française située dans le département de l'Eure, en région Normandie.

## Géographie

### Localisation
Saint-Martin-Saint-Firmin est une commune du Nord-Ouest du département de l'Eure. Elle se situe au centre de la région naturelle du Lieuvin.
| Tourville-sur-Pont-Audemer | Campigny                  | Condé-sur-Risle            |
| Saint-Siméon               | Saint-Martin-Saint-Firmin | Saint-Christophe-sur-Condé |
|                            | Saint-Étienne-l'Allier    |                            |

### Hydrographie
La commune est située dans le bassin Seine-Normandie. Elle est drainée par la Véronne, le fossé 02 de la commune de Saint-Etienne-l'Allier, le fossé 01 de la commune de Saint-Etienne-l'Allier et le fossé 03 de la commune de Saint-Simeon,,.
La Véronne, d'une longueur de 14 km, prend sa source dans la commune de La Poterie-Mathieu et se jette  dans la Risle à Pont-Audemer, après avoir traversé six communes.

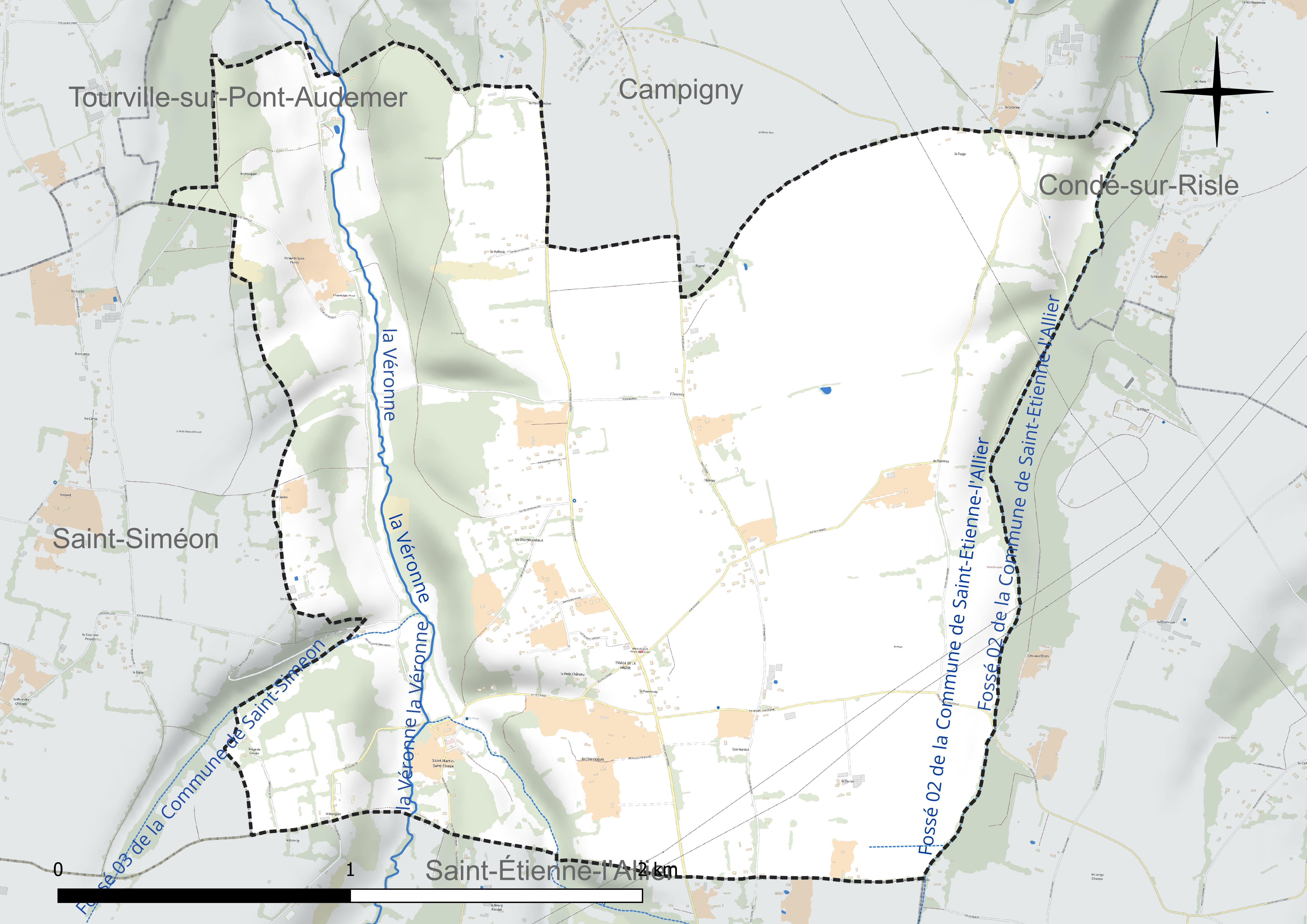
Réseau hydrographique de Saint-Martin-Saint-Firmin.

### Climat
Pour des articles plus généraux, voir Climat de la Normandie et Climat de l'Eure.
En 2010, le climat de la commune est de type climat océanique altéré, selon une étude du CNRS s'appuyant sur une série de données couvrant la période 1971-2000. En 2020, Météo-France publie une typologie des climats de la France métropolitaine dans laquelle la commune est exposée à un climat océanique et est dans la région climatique  Côtes de la Manche orientale, caractérisée par un faible ensoleillement (1 550 h/an) ; forte humidité de l’air (plus de 20 h/jour avec humidité relative > 80 % en hiver), vents forts fréquents. Parallèlement le GIEC normand, un groupe régional d’experts sur le climat, différencie quant à lui, dans une étude de 2020, trois grands types de climats pour la région Normandie, nuancés à une échelle plus fine par les facteurs géographiques locaux. La commune est, selon ce zonage, exposée à un « climat contrasté des collines », correspondant au Pays d’Auge, Lieuvin et Roumois, moins directement soumis aux flux océaniques et connaissant toutefois des précipitations assez marquées en raison des reliefs collinaires qui favorisent leur formation.
Pour la période 1971-2000, la température annuelle moyenne est de 10,3 °C, avec  une amplitude thermique annuelle de 13,6 °C. Le cumul annuel moyen de précipitations est de 835 mm, avec 12,7 jours de précipitations en janvier et 8,4 jours en juillet. Pour la période 1991-2020, la température moyenne annuelle observée sur la station météorologique la plus proche, située sur la commune de Lieurey à 8 km à vol d'oiseau, est de 11,3 °C et le cumul annuel moyen de précipitations est de 893,1 mm,. Pour l'avenir, les paramètres climatiques de la commune estimés pour 2050 selon différents scénarios d’émission de gaz à effet de serre sont consultables sur un site dédié publié par Météo-France en novembre 2022.

## Urbanisme

### Typologie
Au 1er janvier 2024, Saint-Martin-Saint-Firmin est catégorisée commune rurale à habitat dispersé, selon la nouvelle grille communale de densité à 7 niveaux définie par l'Insee en 2022.
Elle est située hors unité urbaine. Par ailleurs la commune fait partie de l'aire d'attraction de Pont-Audemer, dont elle est une commune de la couronne,. Cette aire, qui regroupe 34 communes, est catégorisée dans les aires de moins de 50 000 habitants,.

### Occupation des sols
L'occupation des sols de la commune, telle qu'elle ressort de la base de données européenne d’occupation biophysique des sols Corine Land Cover (CLC), est marquée par l'importance des territoires agricoles (88,2 % en 2018), une proportion identique à celle de 1990 (88,2 %). La répartition détaillée en 2018 est la suivante : 
terres arables (43,2 %), prairies (41,8 %), forêts (11,8 %), zones agricoles hétérogènes (3,2 %). L'évolution de l’occupation des sols de la commune et de ses infrastructures peut être observée sur les différentes représentations cartographiques du territoire : la carte de Cassini (XVIIIe siècle), la carte d'état-major (1820-1866) et les cartes ou photos aériennes de l'IGN pour la période actuelle (1950 à aujourd'hui).

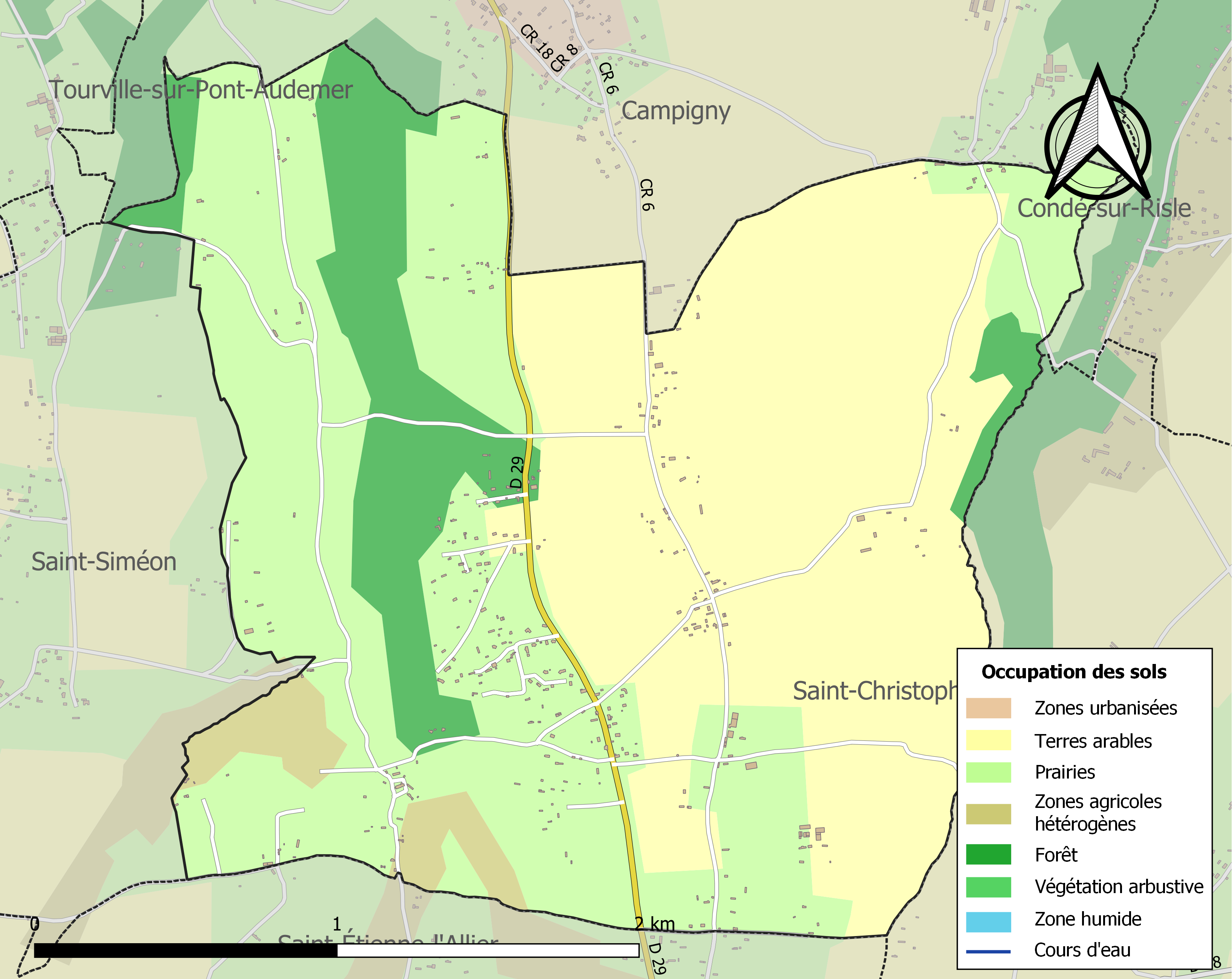
Carte des infrastructures et de l'occupation des sols de la commune en 2018 (CLC).

## Toponymie
Le nom de la localité est attesté sous les formes Sanctus Martinus super Vairum en 1173 (bulle d’Alexandre III), Saint Martin le Viel en 1214 (grand cartulaire de Jumiéges), Sancti Martini le Viel en 1219,
L'hagiotoponyme Saint Martin le Vieil doit son vocable de Saint Firmin a une chapelle, dédiée à ce saint, qui s'élevait dans le hameau du Roux-Saint-Firmin, où disait-on, il se produisait fréquemment des miracles.

## Histoire
Le domaine appartenait à Onfroi de Vieilles qui en fit don avec l'église à l'abbaye Saint-Pierre de Préaux, vers 1034.

## Politique et administration

### Liste des maires
| Période                                  | Période  | Identité           | Étiquette | Qualité |
| ---------------------------------------- | -------- | ------------------ | --------- | ------- |
| mars 2001                                | En cours | Anne-Marie Roelens | DVD       |         |
| Les données manquantes sont à compléter. |          |                    |           |         |

### Jumelage
Les quatorze communes de l’ancien canton de Saint-Georges-du-Vièvre sont jumelées avec :
- Slimbridge (Royaume-Uni)

## Démographie
L'évolution du nombre d'habitants est connue à travers les recensements de la population effectués dans la commune depuis 1793. Pour les communes de moins de 10 000 habitants, une enquête de recensement portant sur toute la population est réalisée tous les cinq ans, les populations de référence des années intermédiaires étant quant à elles estimées par interpolation ou extrapolation. Pour la commune, le premier recensement exhaustif entrant dans le cadre du nouveau dispositif a été réalisé en 2007.

En 2022, la commune comptait 336 habitants, en évolution de +5 % par rapport à 2016 (Eure : −0,25 %, France hors Mayotte : +2,11 %).
| 1793 | 1800 | 1806 | 1821 | 1831 | 1836 | 1841 | 1846 | 1851 |
| ---- | ---- | ---- | ---- | ---- | ---- | ---- | ---- | ---- |
| 672  | 636  | 666  | 591  | 637  | 655  | 626  | 622  | 592  |

| 1856 | 1861 | 1866 | 1872 | 1876 | 1881 | 1886 | 1891 | 1896 |
| ---- | ---- | ---- | ---- | ---- | ---- | ---- | ---- | ---- |
| 543  | 517  | 542  | 423  | 395  | 363  | 331  | 322  | 310  |

| 1901 | 1906 | 1911 | 1921 | 1926 | 1931 | 1936 | 1946 | 1954 |
| ---- | ---- | ---- | ---- | ---- | ---- | ---- | ---- | ---- |
| 295  | 275  | 251  | 210  | 218  | 221  | 225  | 204  | 189  |

| 1962 | 1968 | 1975 | 1982 | 1990 | 1999 | 2006 | 2007 | 2012 |
| ---- | ---- | ---- | ---- | ---- | ---- | ---- | ---- | ---- |
| 236  | 229  | 211  | 206  | 194  | 196  | 227  | 231  | 298  |

| 2017 | 2022 | - | - | - | - | - | - | - |
| ---- | ---- | - | - | - | - | - | - | - |
| 329  | 336  | - | - | - | - | - | - | - |

## Culture locale et patrimoine

### Lieux et monuments

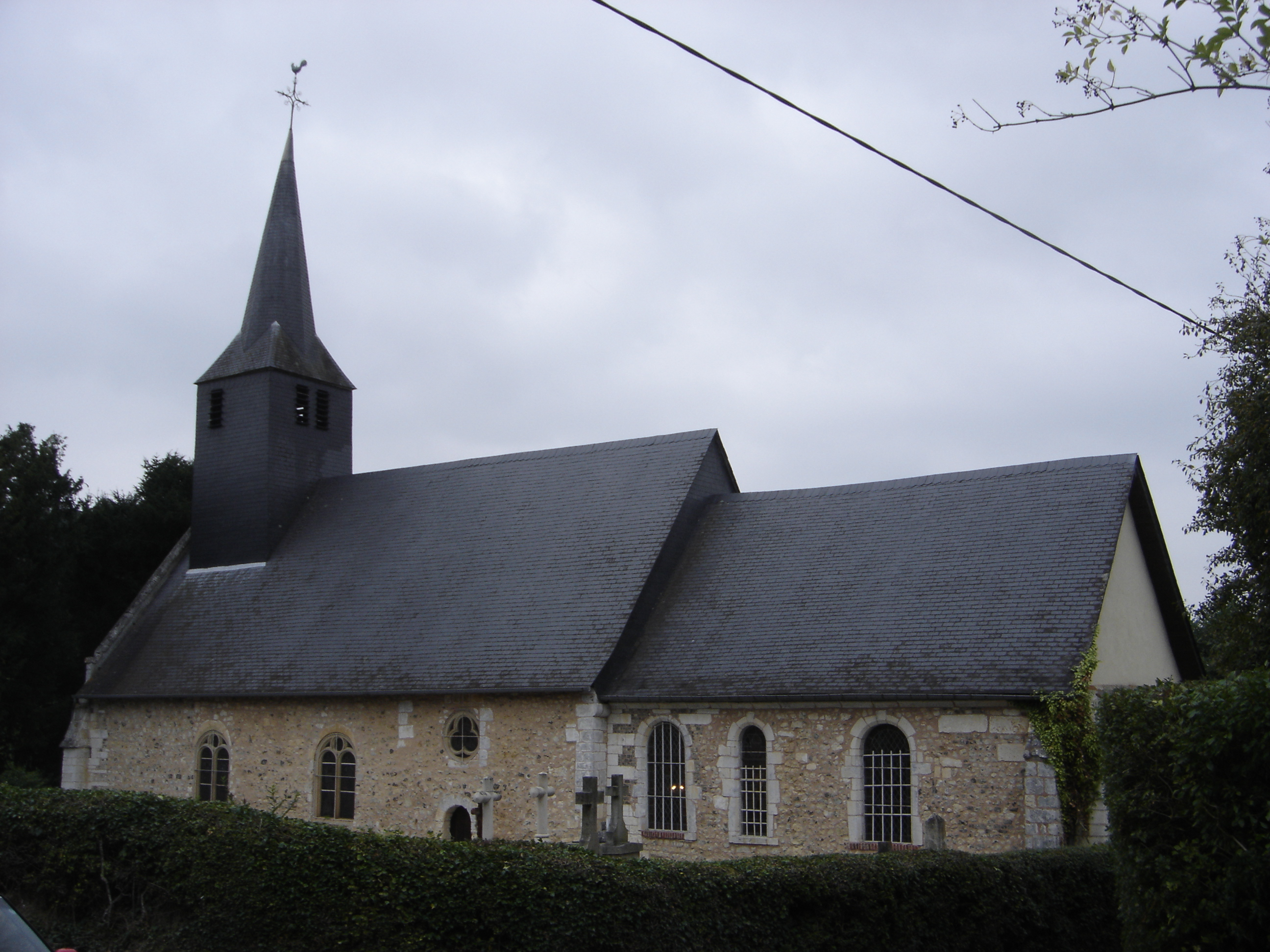
Église paroissiale Saint-Martin.

Saint-Martin-Saint-Firmin compte un édifice inscrit au titre des monuments historiques :
- la chapelle Saint-Firmin (XVIe), y compris le bassin situé à l'extérieur, à l'est du chœur,  Inscrit MH (1994)[30]. D'une superficie de 85 m2[31], cette chapelle est composée d'un édifice de plan rectangulaire construit en pan de bois, à nef unique fermée du côté chœur par un mur plat. La toiture est en petite tuiles ; le clocher est couvert d'ardoises et de bois. La chapelle est liée au culte de saint Firmin, martyr et saint invoqué pour la guérison des rhumatismes et du rachitisme.

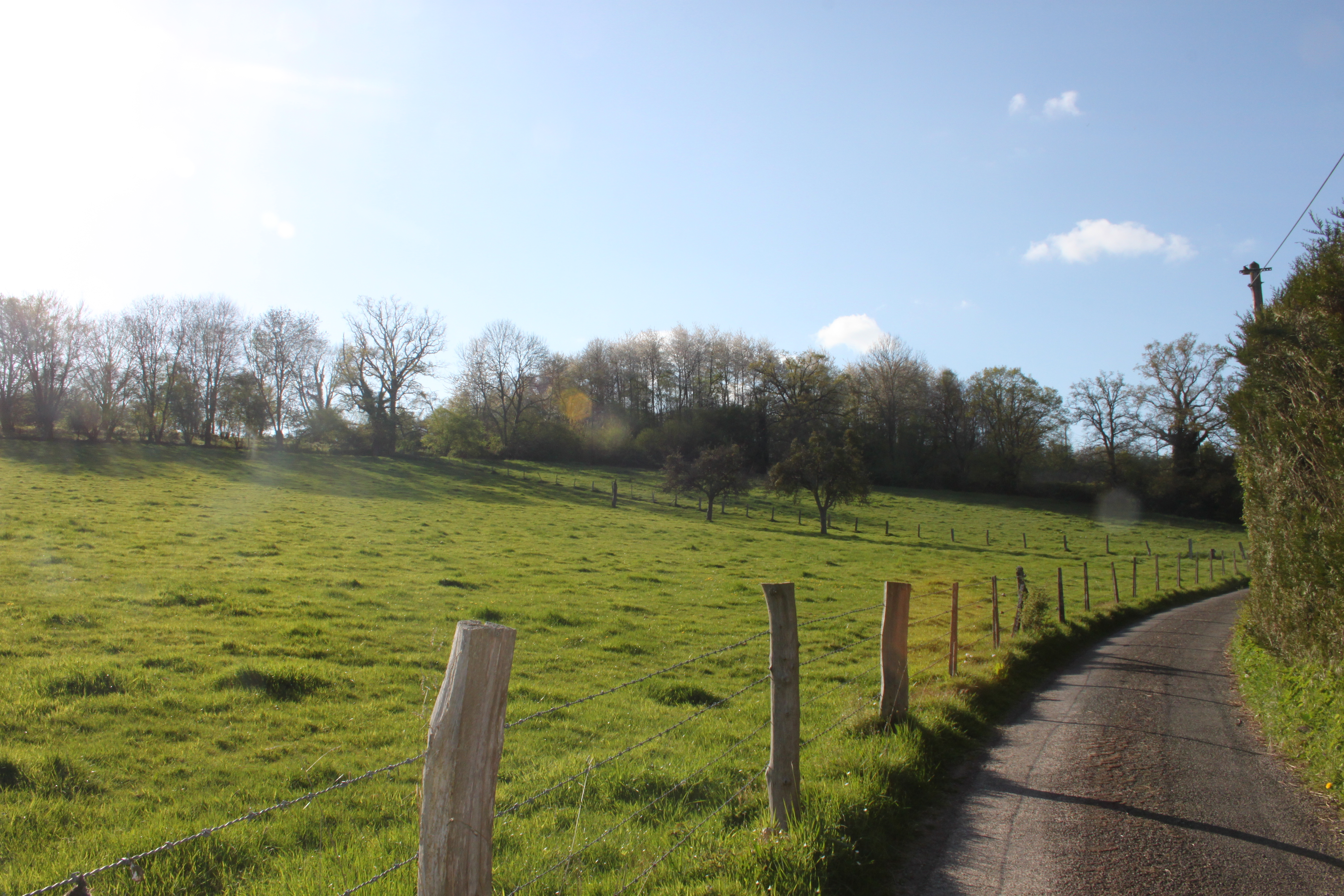
La vallée de la Véronne près de la chapelle Saint-Firmin.

Par ailleurs, deux autres monuments sont inscrits à l'inventaire général du patrimoine culturel :
- l'église Saint-Martin (XIIIe(?), XVIe, XVIIe et XIXe). Placée sous le patronage de l'abbaye de Saint-Pierre-de-Préaux, cette église a probablement été édifiée au XIIIe siècle. La façade ouest a été reconstruite au XVIe siècle ; plusieurs baies et contreforts de la nef et du chœur ont été repris au XVIIe siècle. Enfin, la sacristie date de 1860[32] ;
- un manoir des XVIe et XVIIIe siècles au lieu-dit l'Épinay. Le logis date du XVIe siècle. L'élévation sud et la partie est de l'élévation nord ont été reprises au XVIIIe siècle[33].

Autres lieux :
- la fontaine Fiacre, ancien lavoir.

### Patrimoine naturel

#### ZNIEFF de type 1
- Les prairies du Bourgoin[34]. Cette ZNIEFF se situe dans la vallée de la Véronne. Elle est composée de prairies pâturées dont une partie de prairie maigre et une autre de prairie plus humide. Cette-dernière abrite deux espèces déterminantes : l'assez rare dactylorhize tachée et la très rare pédiculaire des bois.La vallée de la Véronne vue depuis la chapelle Saint-Firmin

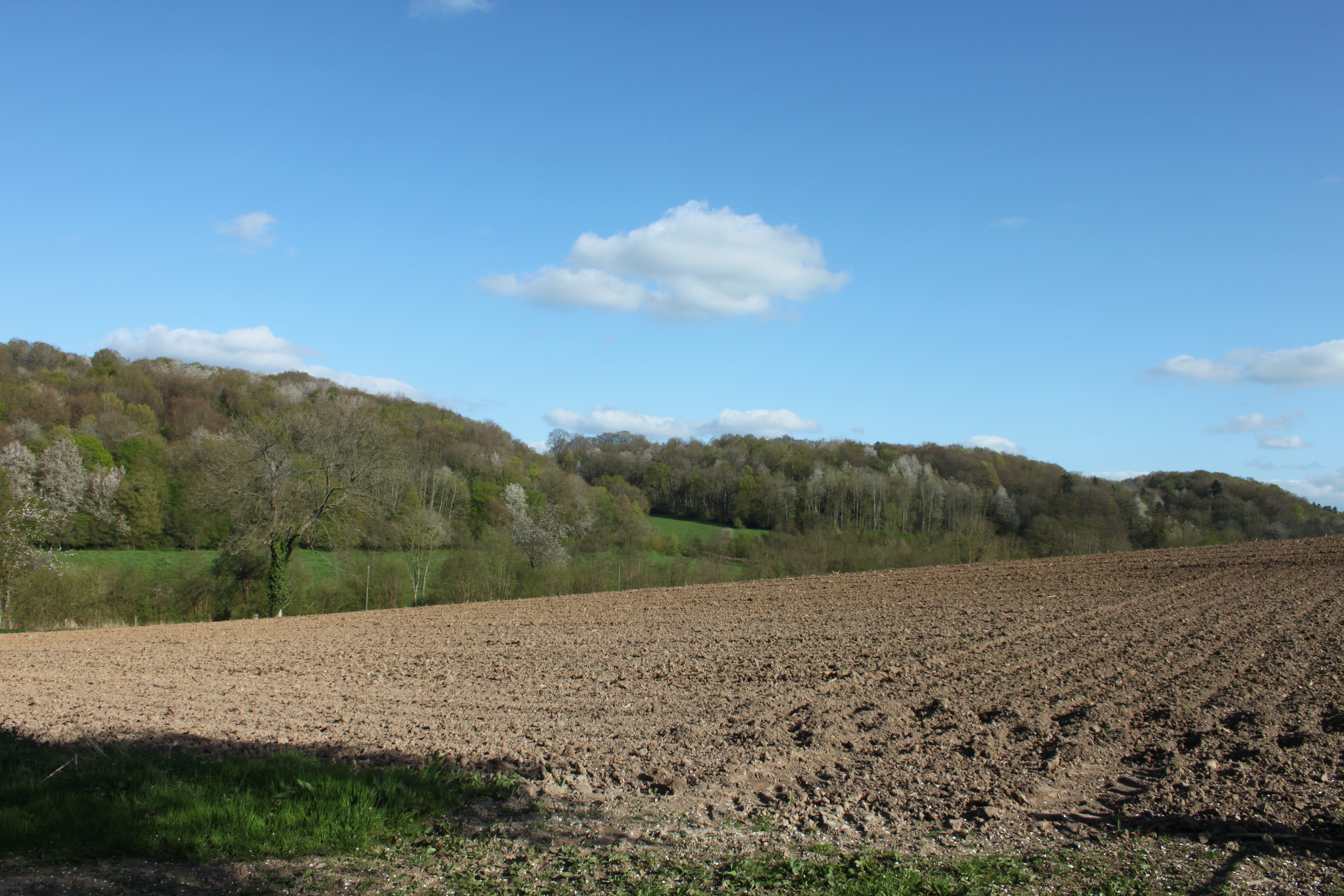
La vallée de la Véronne vue depuis la chapelle Saint-Firmin

#### ZNIEFF de type 2
- La vallée de la Risle de Brionne à Pont-Audemer, la forêt de Montfort[35].

#### Site classé
- La chapelle Saint-Firmin et sa cour plantée de pommiers,  Site classé (1926)[36].